# Лех (округ)
Лех (англ. Leh) — округ в союзной территории Ладакх в составе Индии.
Административный центр — город Лех.
Площадь округа — 45 110 км². Является самым большим по площади округом в Индии.
1 июля 1979 года из части территории округа Лех был образован новый округ Каргил.

## Население
По данным всеиндийской переписи 2001 года население округа Лех составляло 117 637 человек. Уровень грамотности взрослого населения составлял 65,3 %, что выше среднеиндийского уровня (59,5 %). Доля городского населения составляла 24,4 %. 77,3 % населения исповедовали буддизм, 13,8 % — ислам и 8,2 % — индуизм.
По переписи 2001 года, всеобщий уровень рождаемости самый низкий по стране: 1,3 на женщину, тогда как в соседнем Каргиле 3,4.

## Административное устройство
9 блоков: Нубра, Панамик, Кхалси (Кхалаце), Саспол, Лех, Чучот, Кхару, Дурбук, и Ньома. В каждом блоке несколько панчаятов. Две деревни округа — Ску-Кая — называют «близнецами»: они стоят на реке Марха друг напротив друга.

### Политика
Два окружных собрания: Нубра и Лех.

### Ладакхский автономный горный совет по развитию
Округ получил автономию после избрания Ладакхского автономного горного совета по развитию. Совет был сформирован в 1995 году.

## Галерея

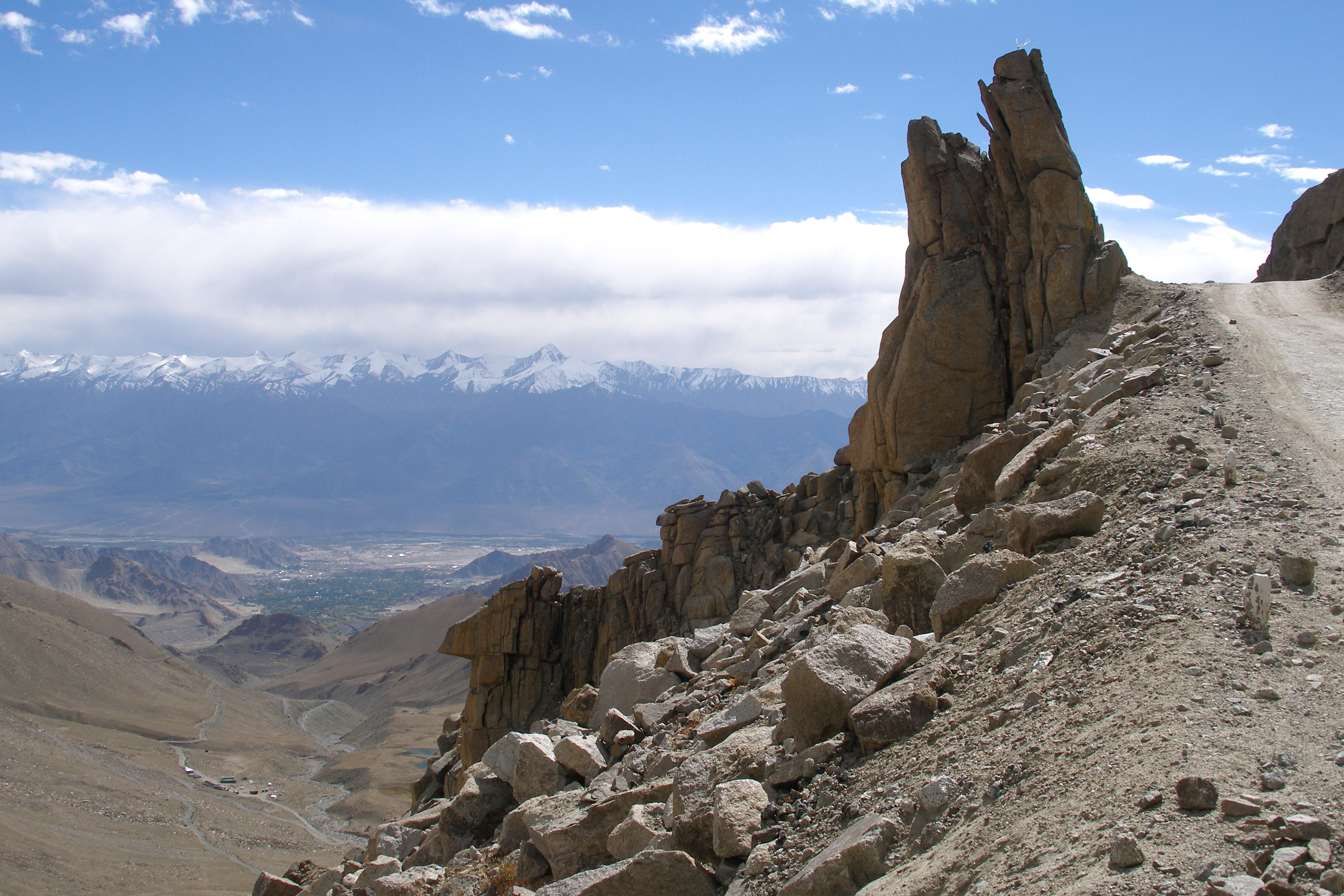
Перевал Кхардунг Ла
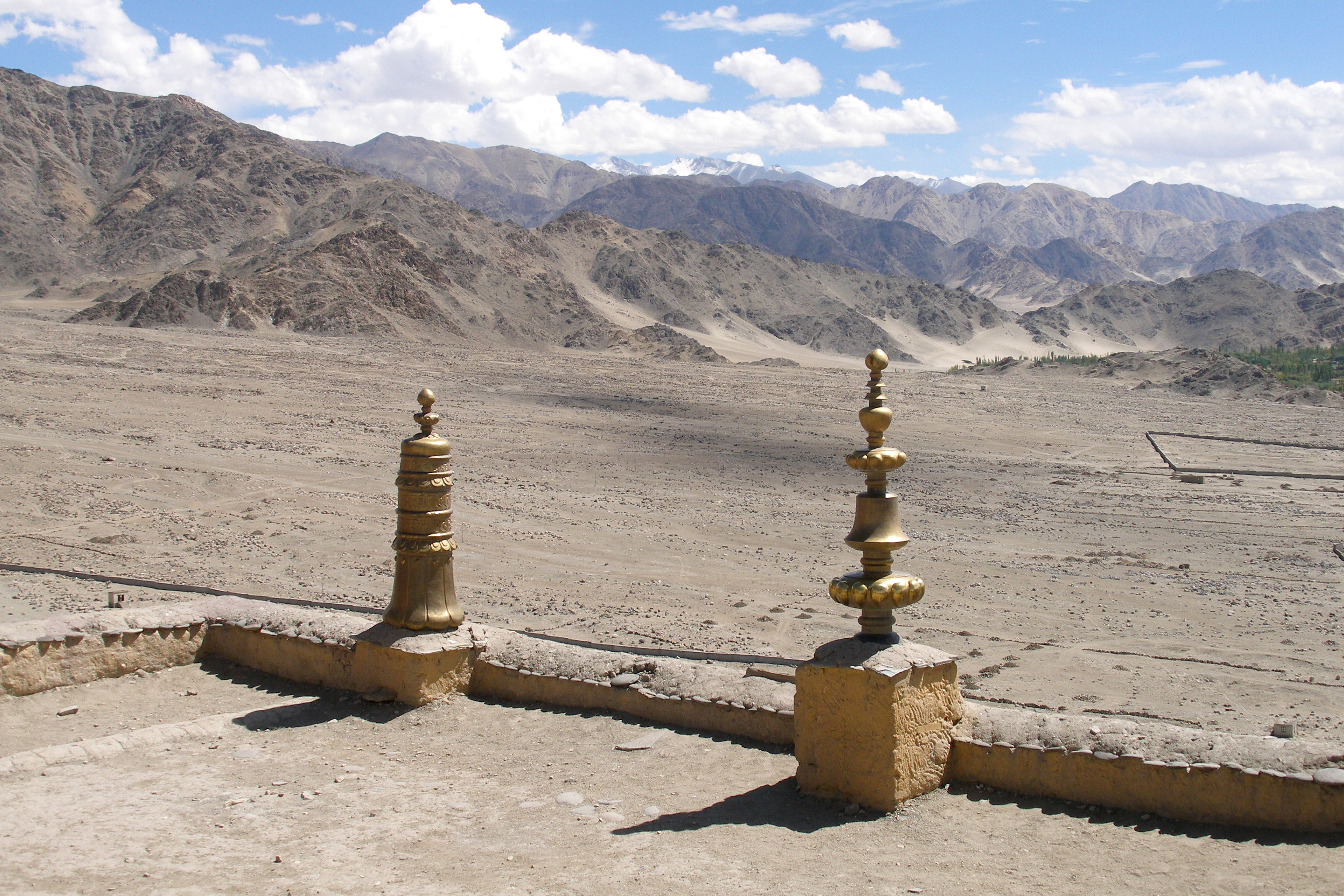
Долина Инда рядом с монастырём Тикси
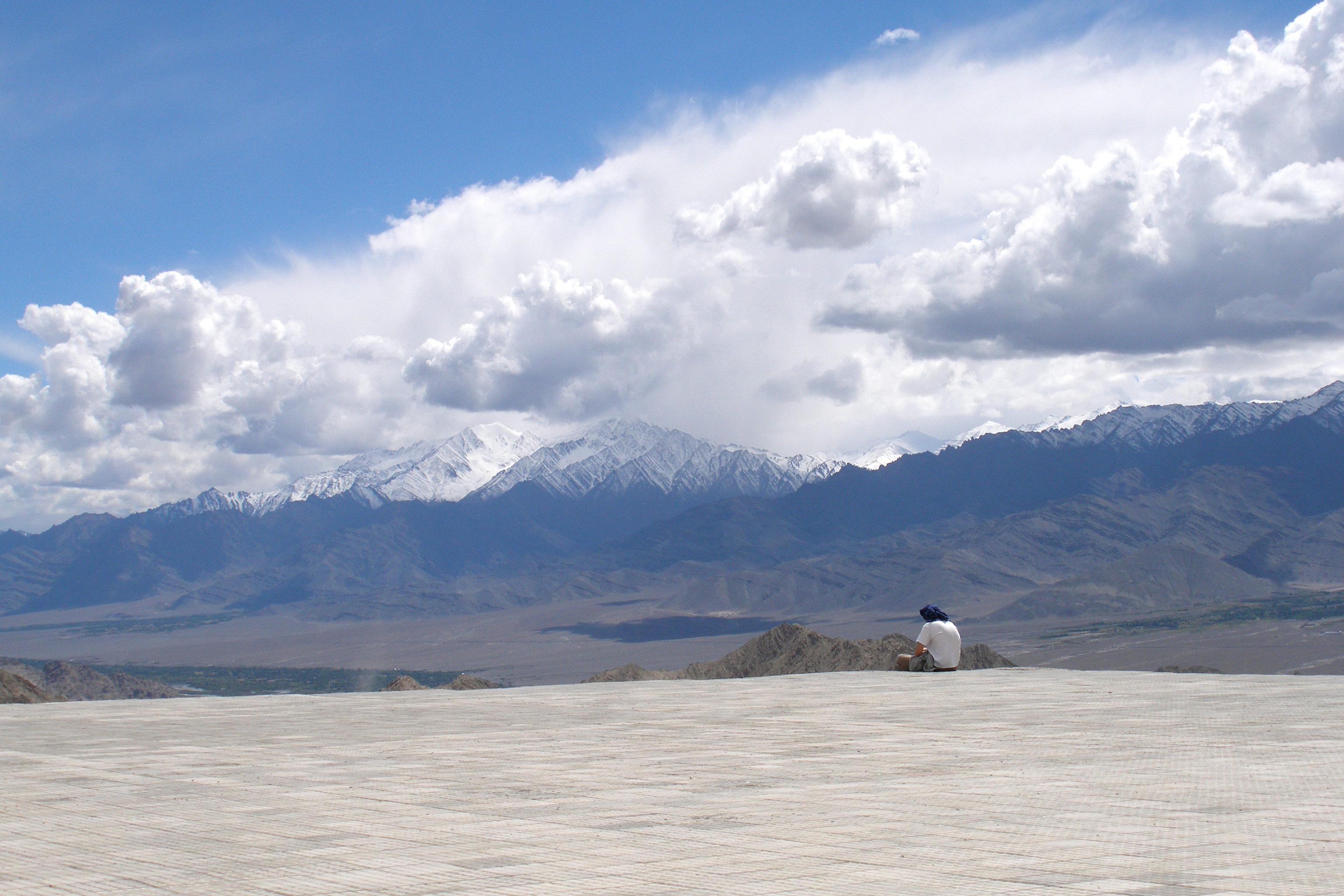
Лех
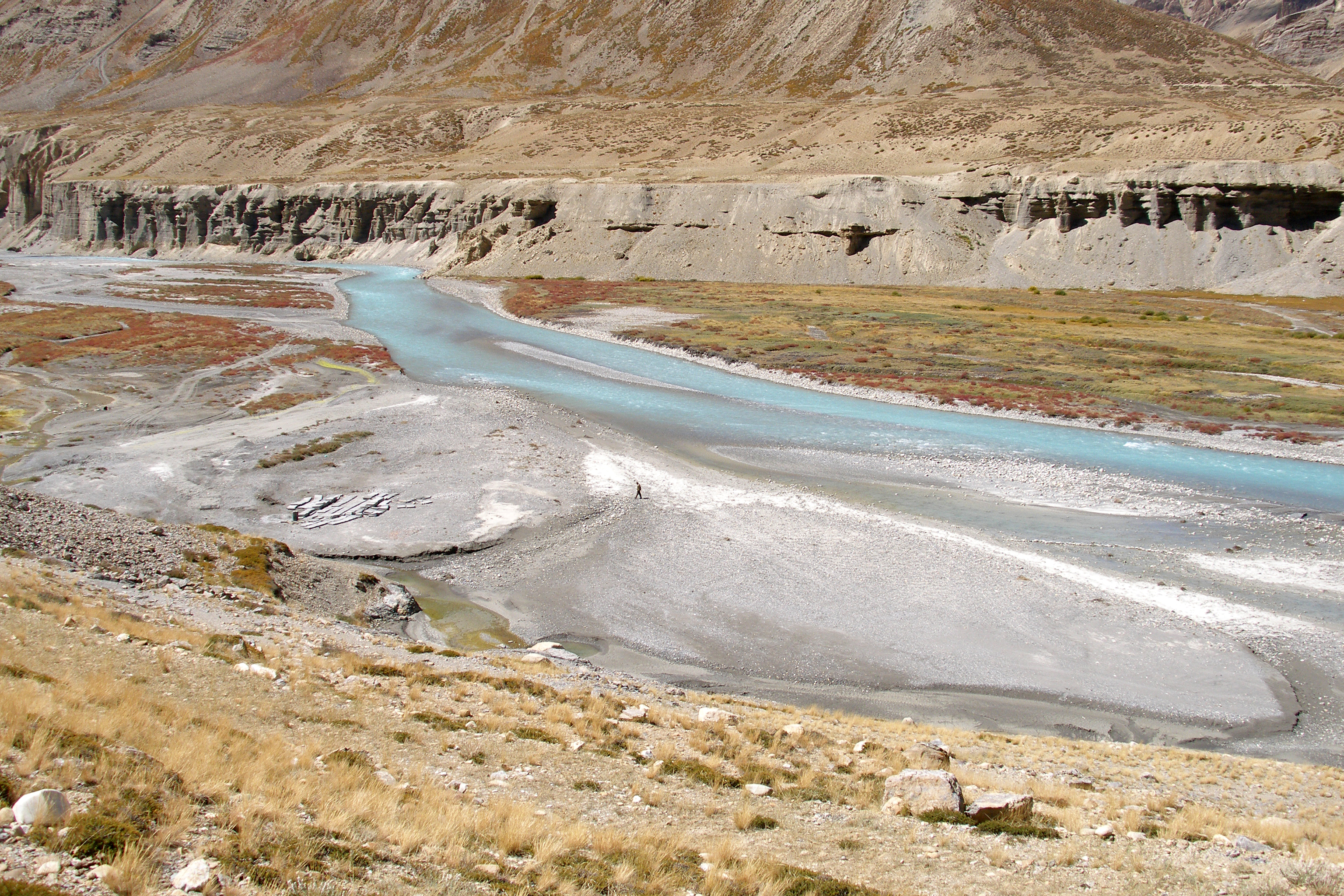
Дно долины, автодорога Лех-Манали
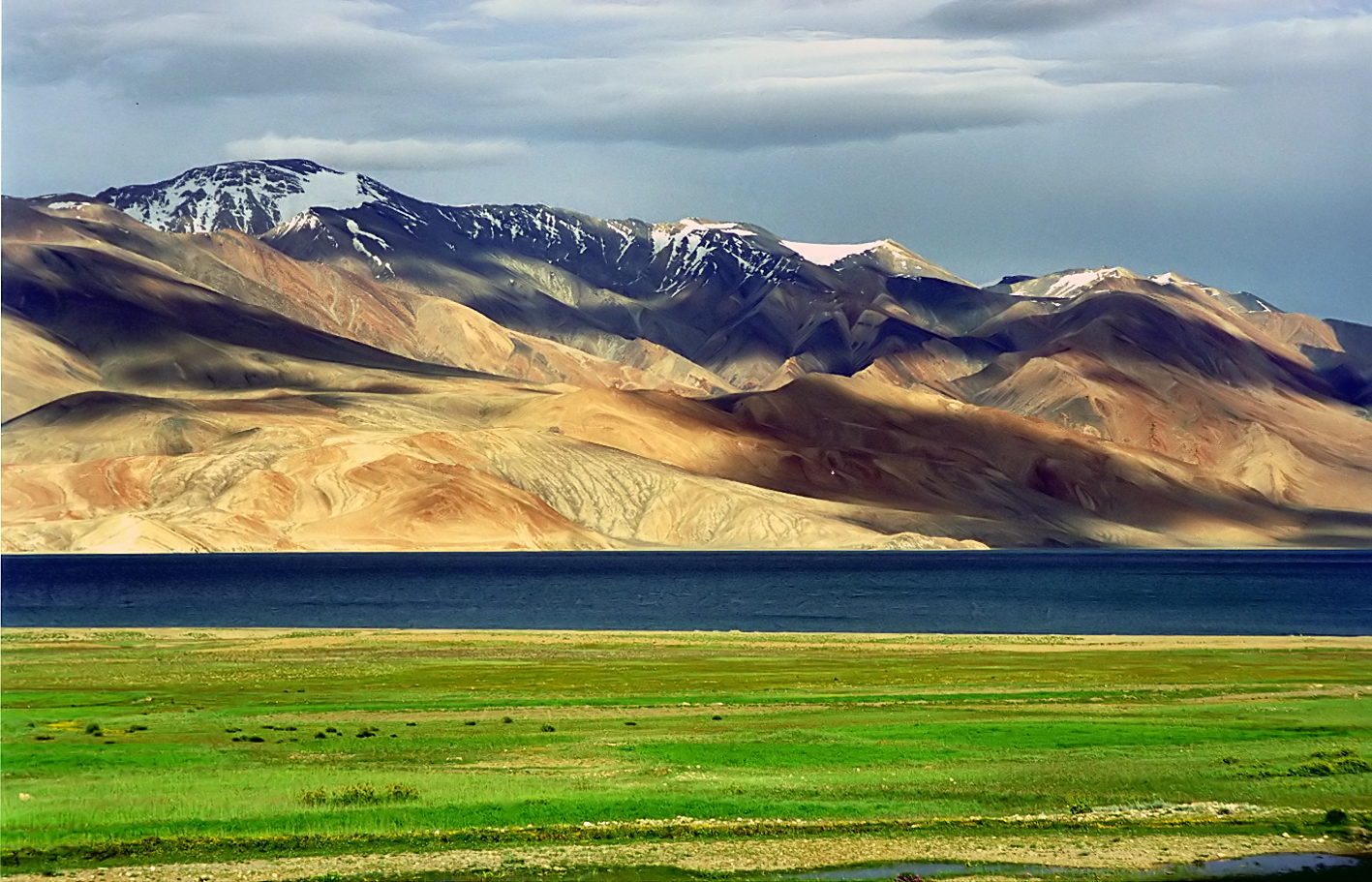
Озеро Цоморари